# Parafia św. Józefa Robotnika w Wołyńcach
Parafia św. Józefa Robotnika – parafia rzymskokatolicka w Wołyńcach,  należąca do dekanatu domanickiego diecezji siedleckiej.
Parafia została erygowana w 1938. Obecna świątynia została wzniesiona w latach 1979–1987, staraniem ks. Mieczysława Romańczuka.
Do parafii należą wierni z miejscowości: Lipniak, Rakowiec, Teodorów, Wołyńce, Wołyńce-Kolonię, Wólkę Wołyniecką oraz część Żelkowa Kolonii i Siedlec.